# Annibale Berlingieri
Annibale Berlingieri, VIII marchese di Valle Perrotta (Crotone, 1º aprile 1874 – Roma, 29 marzo 1947), è stato un nobile e politico italiano.

## Biografia

### Infanzia
Annibale Berlingieri nacque a Crotone il 1º aprile 1874, appartenendo alla storica famiglia crotonese dei Berlingieri, titolari del marchesato di Valle Perrotta.

### Carriera politica
Eletto deputato alla XXIII legislatura del Regno d'Italia, rappresentò il collegio di Crotone dal 1909 al 1913 e fu riconfermato nella successiva XXIV legislatura, in carica fino al 1919. Durante il suo mandato parlamentare si occupò, in particolare, di questioni agrarie, infrastrutturali e d'interesse del Mezzogiorno, riflettendo le esigenze dello sviluppo rurale della sua regione.
Una delle sue proposte di legge più rilevanti fu quella del 1911, volta ad aggregare il Comune di San Pietro in Guarano al mandamento di Cosenza, per ragioni di contiguità amministrativa e di miglior coordinamento delle strutture giudiziarie e delle funzioni locali.

### Ultimi anni e morte
Il suo impegno pubblico e familiare durò fino alla sua morte, avvenuta il 29 marzo 1947.